# 池南村
23°54′29″N 121°30′22″E / 23.908°N 121.506°E
池南村位於台灣花蓮縣壽豐鄉，佔地22.1728平方公里，人口約770人。池南之名，因地處鯉魚潭之南而得名。
日治時期後期至台灣戰後時期，池南村擁有木瓜山林場，人口群聚甚密，1978年，木瓜山林場停止伐木，該村人口大量外流，今則剩約千人左右。
另外池南村擁有的人文景觀包含：木瓜山林地維護管理所、哈崙森林鐵路、池南國家森林遊樂區、鯉魚潭風景區及電視轉播站等。